# Bianca Iggius
Bianca Iggius, pseudonimo di Bianca Zampini (Firenze, 1869 – Ferrara, 23 luglio 1944), è stata un'attrice teatrale italiana.

## Biografia
Studiò arte drammatica a Palermo, città nella quale il padre risiedeva per motivi di lavoro. Esordì a 23 anni nella compagnia Paladini-Talli a Siena nella stagione 1892-93. Partendo da ruoli di attrice giovane, la sua carriera si sviluppò rapidamente attraverso ruoli di seconda donna nella compagnia Marazzi-Diligenti e di prima donna in diverse compagnie, fino a divenire ella stessa capocomica nella Compagnia Nazionale assieme a Giuseppe Pietriboni, nella stagione 1898-99 e, in seguito, capocomica da sola nel 1903.
In teatro si distinse per lo zelo, la determinazione e la cura maniacale con cui affrontava ogni personaggio, sottoponendosi a numerose ore di prove, ma anche per il suo carattere deciso e spericolato, come testimonia la sua passione nel muoversi in velocità guidando un calesse, da lei chiamato alla francese charrette. Questa passione le procurò un grave incidente quando, nel luglio 1899, lungo il percorso tra Montecatini e Pistoia, per un'impennata del cavallo fu trascinata con la vettura in un fossato, riportando una grave ferita alla gamba destra.
Di lei si occuparono anche le cronache giudiziarie dell'epoca: nel maggio 1900 fu protagonista di un processo, intentato su querela di parte, come imputata di appropriazione indebita di una somma di denaro a danno del capocomico Luigi Raspantini. La Iggius aveva ricevuto questa somma di denaro dall'attore Ferruccio Garavaglia, impegnandosi a consegnarla al capocomico, ma sembra che l'avesse trattenuta fino al giorno in cui si iniziò il procedimento. Il tribunale di Genova, presso il quale si svolse il processo alla presenza di numerosi giornalisti e avvocati, assolse l'attrice condannando il querelante a pagare le spese di giudizio.
Fra le sue numerose interpretazioni si ricordano La locandiera di Goldoni, la Trilogia di Dorina di Gerolamo Rovetta, Zazà di Pierre Berton e Charles Simon e Il piccolo Lord dal romanzo di Frances Hodgson Burnett, adattato per il teatro da Joseph Schürmann, celebre impresario teatrale francese che, tra l'altro, fu segretario di Sarah Bernhardt.
Nel 1899 a Rimini, al termine di una recita nell'allora Teatro Vittorio Emanuele, l'attrice conobbe il ricchissimo ferrarese Carlo Aventi Roverella, conte di Sorrivoli e Castelfalcino, di sette anni più giovane di lei, che sposò con una sfarzosa cerimonia dopo una corte serratissima. I due andarono ad abitare a Rimini, dove gli Aventi possedevano una elegante villa in viale Vespucci. Di lì a qualche anno la Iggius fu invitata dal marito ad abbandonare le scene, ma mantenne la sua popolarità divenendo fulcro della vita sociale riminese e animatrice di salotti in cui riceveva personalità di ogni genere. Dai fratelli Paolito e Ezio Somazzi, che avevano appena progettato il Grand Hotel Rimini, la Iggius, da tutti ormai conosciuta come la contessa Blanche, volle farsi costruire un bizzarro villino in stile esotico che divenne celebre per le feste e i ricevimenti che vi si svolgevano, suscitando curiosità e interesse, ma anche qualche rivalità.
Questa costruzione venne ceduta nel 1937 all'industriale Teresio Borsalino, allora titolare dell'omonimo cappellificio, che volle farne dono alla moglie Alessandra Drudi, cantante nota all'epoca come Gea della Garisenda. 
I coniugi Aventi si ritirarono a Ferrara, dove Bianca morì nel 1944, precedendo suo marito di due anni.